# Concordia Parish
Das Concordia Parish (frz.: Paroisse de Concordia) ist ein Parish im Bundesstaat Louisiana der Vereinigten Staaten. Bei der Volkszählung im Jahr 2020 hatte das Parish 18.687 Einwohner und eine Bevölkerungsdichte von 10,4 Einwohnern pro Quadratkilometer. Der Verwaltungssitz (Parish Seat) ist Vidalia, benannt nach Don Jose Vidal, einem spanischen Offizier.

## Geographie
Das Concordia Parish liegt nordöstlich des geografischen Zentrums von Louisiana, grenzt im Osten an Mississippi und hat eine Fläche von 1939 Quadratkilometern, wovon 137 Quadratkilometer Wasserflächen sind. Es grenzt an folgende Parishes und Countys:
|                  | Tensas Parish        | Adams County (Mississippi)     |
| Catahoula Parish |                      | Wilkinson County (Mississippi) |
| Avoyelles Parish | Pointe Coupee Parish | West Feliciana Parish          |

## Geschichte
Concordia Parish wurde 1807 als eines der 19 Original-Parishes gebildet. Benannt wurde es nach einem spanischen Militärposten.
13 Bauwerke und Stätten des Countys sind im National Register of Historic Places eingetragen (Stand 23. Oktober 2017).

## Demografische Daten

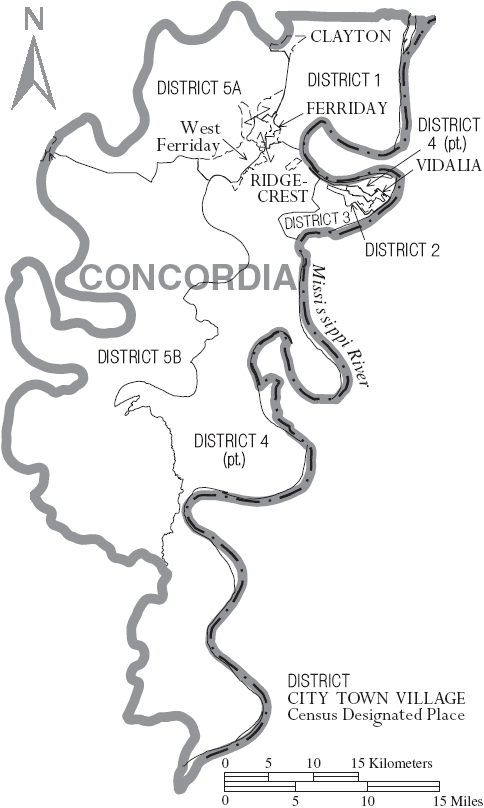
Karte des Concordia Parishes

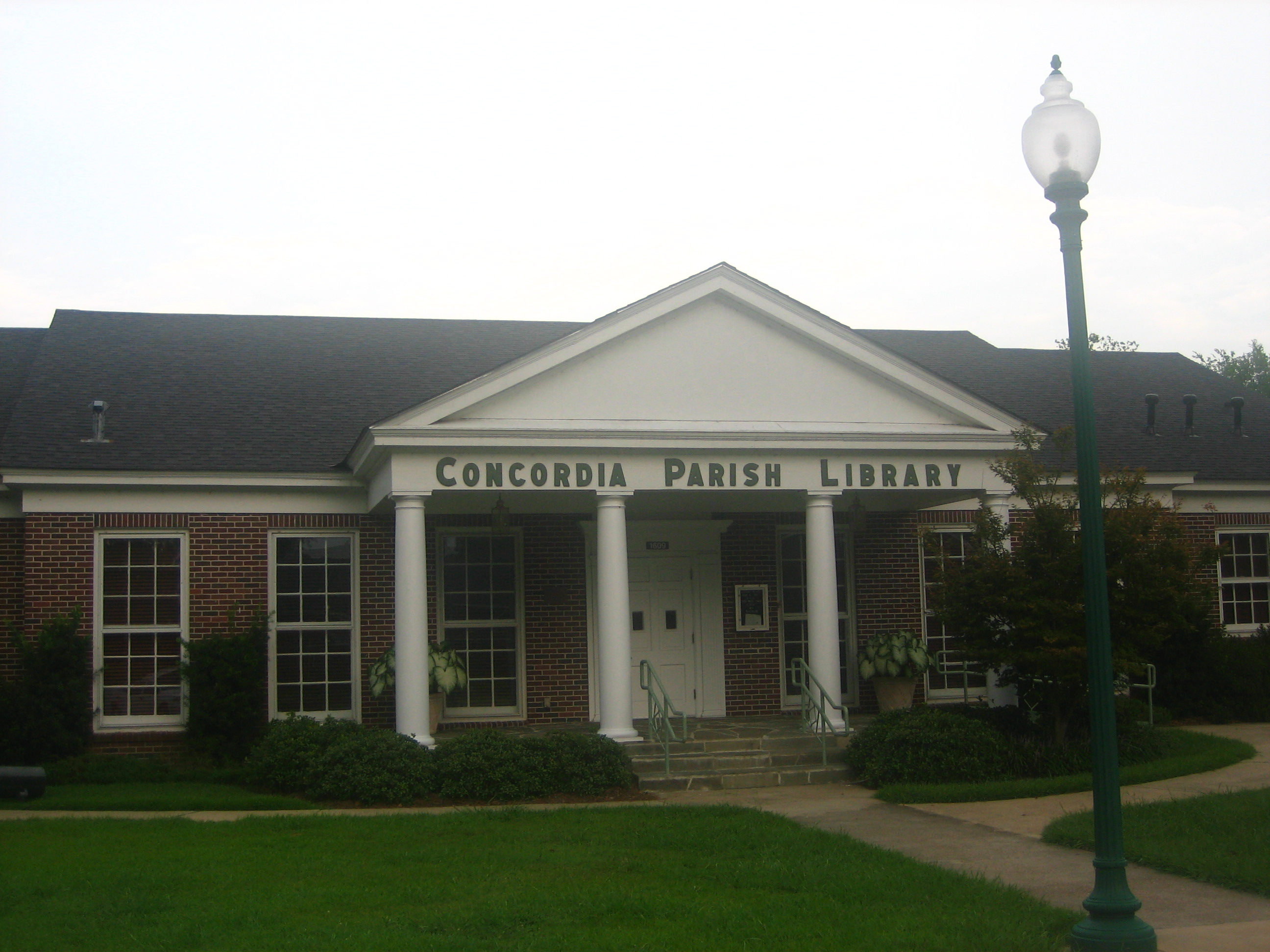
Concordia Parish Library

Nach der Volkszählung im Jahr 2000 lebten im Concordia Parish 20.247 Menschen. Davon wohnten 689 Personen in Sammelunterkünften, die anderen Einwohner lebten in 7.521 Haushalten und 5.430 Familien. Die Bevölkerungsdichte betrug 11 Einwohner pro Quadratkilometer. Ethnisch betrachtet setzte sich die Bevölkerung zusammen aus 60,75 Prozent Weißen, 37,72 Prozent Afroamerikanern, 0,16 Prozent amerikanischen Ureinwohnern, 0,24 Prozent Asiaten und 0,55 Prozent aus anderen ethnischen Gruppen; 0,58 Prozent stammten von zwei oder mehr Ethnien ab. 1,48 Prozent der Bevölkerung waren spanischer oder lateinamerikanischer Abstammung, die verschiedenen der genannten Gruppen angehörten.
Von den 7.521 Haushalten hatten 33,0 Prozent Kinder und Jugendliche unter 18 Jahre, die bei ihnen lebten. 49,0 Prozent waren verheiratete, zusammenlebende Paare, 19,0 Prozent waren allein erziehende Mütter, 27,8 Prozent waren keine Familien, 25,3 Prozent waren Singlehaushalte und in 11,5 Prozent lebten Menschen im Alter von 65 Jahren oder darüber. Die Durchschnittshaushaltsgröße betrug 2,60 und die durchschnittliche Familiengröße lag bei 3,12 Personen.
Auf das gesamte Parish bezogen setzte sich die Bevölkerung zusammen aus 27,8 Prozent Einwohnern unter 18 Jahren, 8,9 Prozent zwischen 18 und 24 Jahren, 25,6 Prozent zwischen 25 und 44 Jahren, 23,0 Prozent zwischen 45 und 64 Jahren und 14,7 Prozent waren 65 Jahre alt oder darüber. Das Durchschnittsalter betrug 37 Jahre. Auf 100 weibliche kamen statistisch 95,2 männliche Personen. Auf 100 Frauen im Alter von 18 Jahren oder darüber kamen 91,9 Männer.
Das jährliche Durchschnittseinkommen eines Haushalts betrug 22.742 USD, das Durchschnittseinkommen der Familien betrug 28.629 USD. Männer hatten ein Durchschnittseinkommen von 27.453 USD, Frauen 18.678 USD. Das Prokopfeinkommen betrug 11.966 USD. 24,3 Prozent der Familien 29,1 Prozent der Bevölkerung lebten unterhalb der Armutsgrenze. Darunter waren 42,0 Prozent der Kinder und Jugendlichen unter 18 Jahren und 20,6 Prozent der Senioren im Alter ab 65 Jahren.

## Orte im Parish
- Acme
- Black Hawk
- Bougere
- Clayton
- Clayton Junction
- Concordia Lake
- Deer Park
- Delta Garden
- Doty Garden
- Dunbarton
- Eva
- Fairview
- Ferriday
- Foules
- Frogmore
- Green Acres
- Hammet
- Island Road
- Jonesville
- Junks
- Kemps Landing
- Lake St John
- Levee Heights
- Levens Addition
- Lucerne
- Minorca
- Monterey
- Morville
- New Era
- Panola
- Red Gum
- Ridgecrest
- Shaw
- Spokane
- Taconey
- Turtle Lake
- Vidalia
- Wildsville
- Workinger Bayou Road